# Ángel Mariscal Estrada
Ángel Luis Mariscal Estrada (Getafe, 28 de octubre de 1962) es un político español del Partido Popular (PP), alcalde de Cuenca entre 2015 y 2019.

## Biografía

### Formación académica
Se licenció como veterinario en la Universidad de Córdoba en junio de 1986. Está casado y tiene dos hijos.

### Carrera política
Durante cuatro años, en la legislatura de 2007 a 2011, desempeñó el cargo de viceportavoz del Grupo Popular en la Diputación Provincial de Cuenca, y por tanto, también fue diputado provincial. 
Entre enero de 2012 y abril de 2015 fue subdelegado del Gobierno de España en Cuenca.
En el Ayuntamiento de Cuenca ha sido concejal. Mariscal, perteneciente al Partido Popular, asumió en junio de 2015 el cargo de alcalde de Cuenca, tras ganar las elecciones municipales y ser el candidato más votado en el pleno de investidura con los 10 votos de los concejales del PP.
Durante su mandato de Alcalde-Presidente del Ayuntamiento de Cuenca (2015/2019), Ángel Mariscal fue el presidente del Consorcio del Real Patronato de la Ciudad de Cuenca, Presidente de la Fundación de Cultura Ciudad de Cuenca, Presidente de la Comisión de Accesibilidad y Movilidad de la Federación Española de Municipios y Provincias, presidente del Grupo de Ciudades Patrimonio Mundial de la Humanidad de España (2018/2019), Presidente de la Fundación de la Semana de Música Religiosa de Cuenca (2015/2018, Vocal del Consejo Social de la Universidad de Castilla-La Mancha y presidente de la Fundación Torner (2018/2019).